# Asia New Bay Area

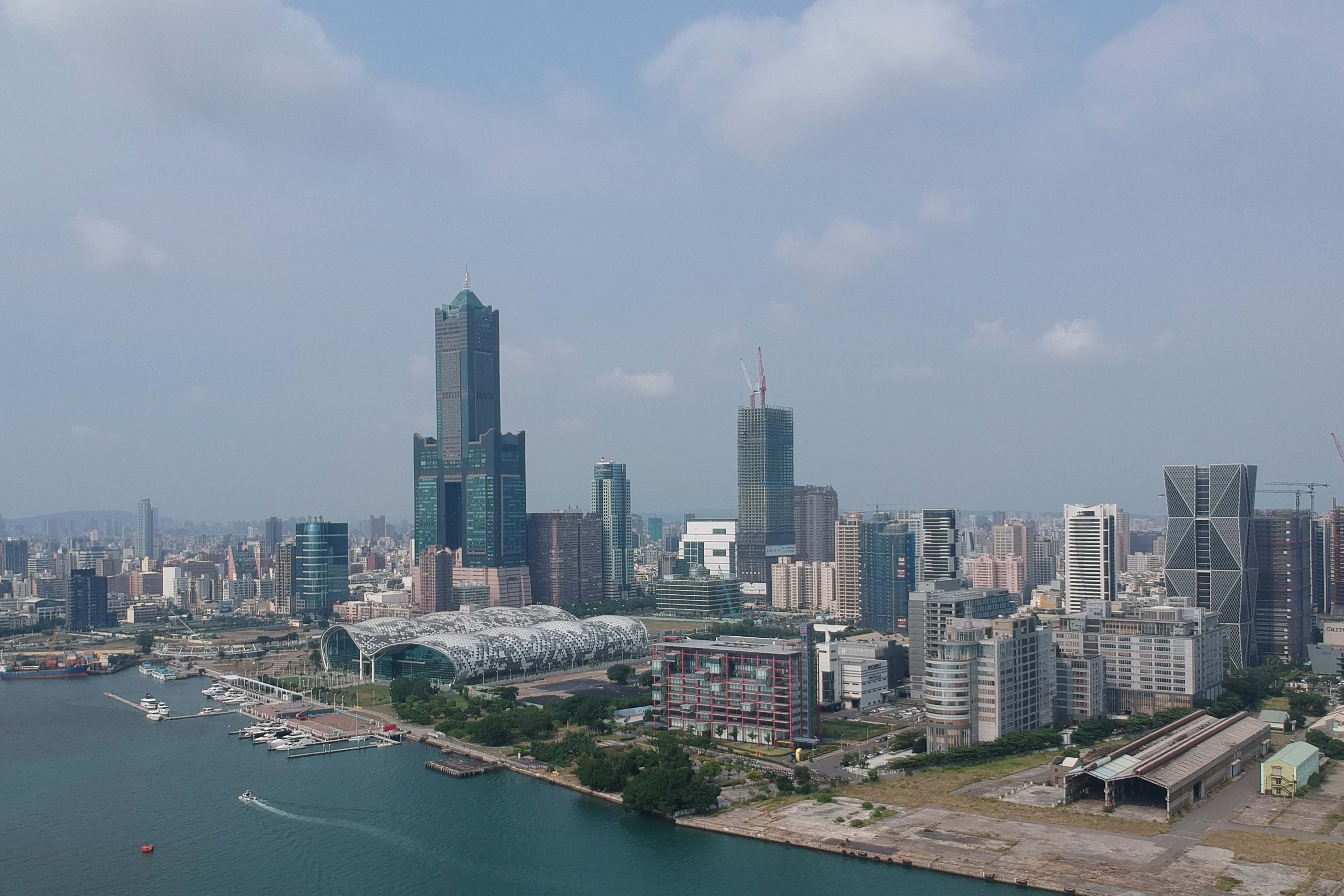
Asia New Bay Area

Die Asia New Bay Area (auch Asia's New Bay Area, „Neue Bucht Asiens“, chinesisch: 亞洲新灣區 Yàzhōu Xīnwān Qū) ist ein Industrie-, Messe- und Kulturgelände am Hafen der taiwanischen Stadt Kaohsiung. In seinem Gebiet liegen der Hafen-Terminal, das Maritime Kultur- und Pop-Musik-Zentrum, die Zentrale der Stadtbibliothek, das Messe- und Tagungszentrum sowie die Hauptstation der ersten Straßenbahn Taiwans, der Circular Light Rail Line. Das Projekt Asia New Bay soll den internationalen Bekanntheitsgrad der Stadt Kaohsiung erhöhen und ausländische Investoren anziehen. Die Bauarbeiten wurden ab dem Jahr 2011 nacheinander begonnen; einige Einrichtungen sind noch im Bau.  Die Investitionssumme beträgt ungefähr 30 Milliarden Taiwan-Dollar (über 1 Milliarde US-Dollar, Stand 2012). Weitere Einrichtungen sind geplant.

## Lage und Einrichtungen
Die Asia New Bay Area liegt am Hafen der Stadt Kaohsiung bzw. in seiner unmittelbaren Nähe. Das über 500 Hektar große Gelände erstreckt sich über Teile der Stadtbezirke Gushan, Yancheng, Lingya und Qianzhen. Die Einrichtungen befinden sich auf ehemals industriell genutzten Grundstücken, die durch die Umgestaltung und Rationalisierung des Kaohsiunger Hafens frei geworden waren und brachlagen.

### Hafen-Terminal
Der Hafen-Terminal erstreckt sich von Pier 18 bis Pier 21 des Hafens und umfasst ein Verwaltungsgebäude, einen Konferenzsaal und drei Schiffsanleger. Die Größe des Terminals ist ausreichend, um gleichzeitig zwei 225.000-Tonnen-Kreuzfahrtschiffe aufnehmen zu können. Das Baustart des Terminals ist im November 2014 geplant, die voraussichtliche Eröffnung im Juni 2017.

### Das Kaohsiunger Messe- und Tagungszentrum

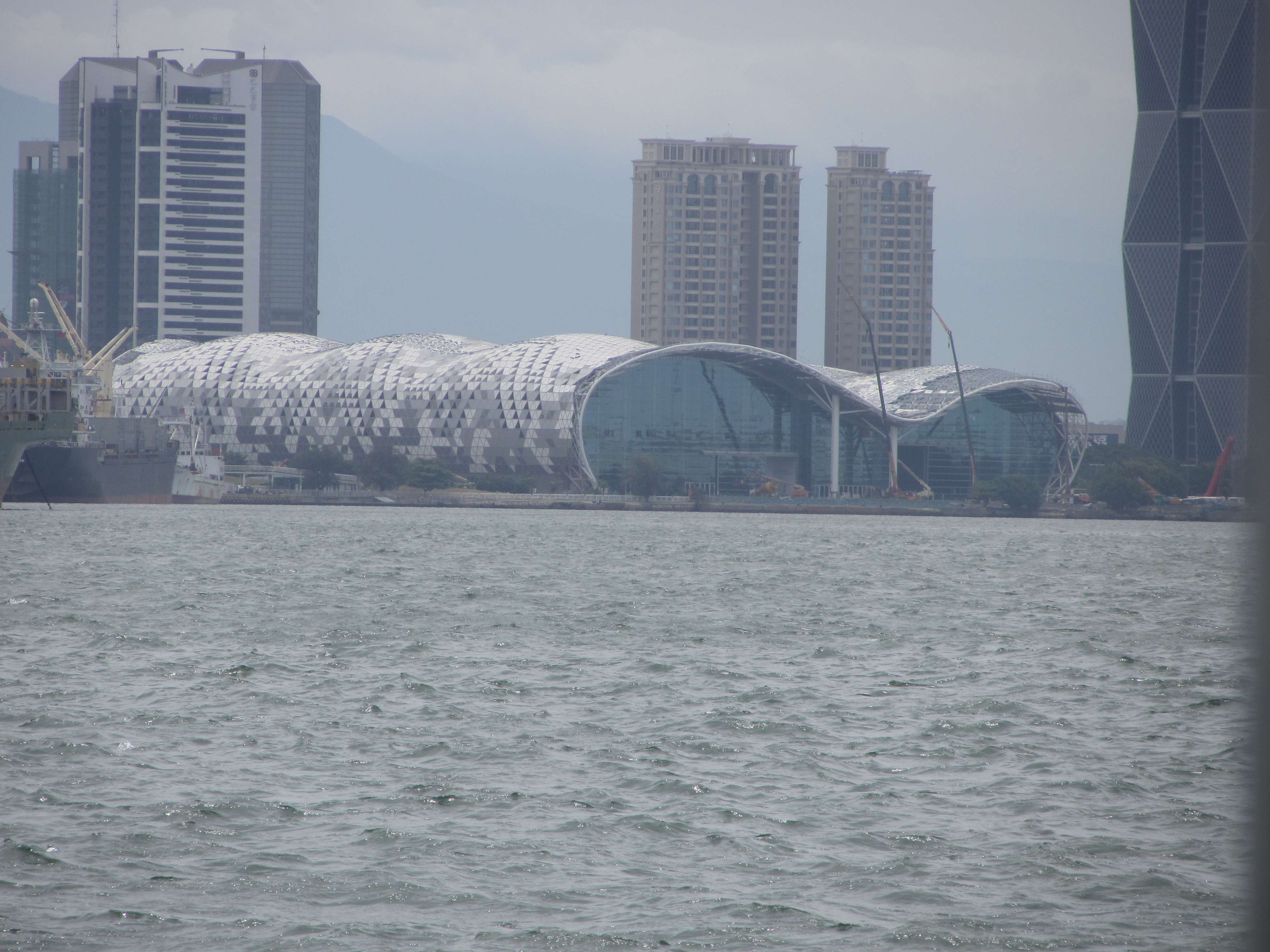
Das Messe- und Tagungszentrum

Das Messe- und Tagungszentrum bietet Raum für 1500 Standardmessstände, einen Konferenzraum für 2000 Teilnehmer, zwei Konferenzräume für 800 Teilnehmer und zehn für 20 bis 40 Teilnehmer. Der Bau wurde im Oktober 2011 begonnen, am 18. Oktober 2013 wurde das fertige Gebäude eröffnet. Die erste hier stattfindende Messe war die „Taiwan International Fastener Show“ für Verbindungstechnik am 14. April 2014. In unmittelbarer Nähe des Zentrums befindet sich das moderne Hochhaus mit dem Hauptsitz der China Steel Corporation.

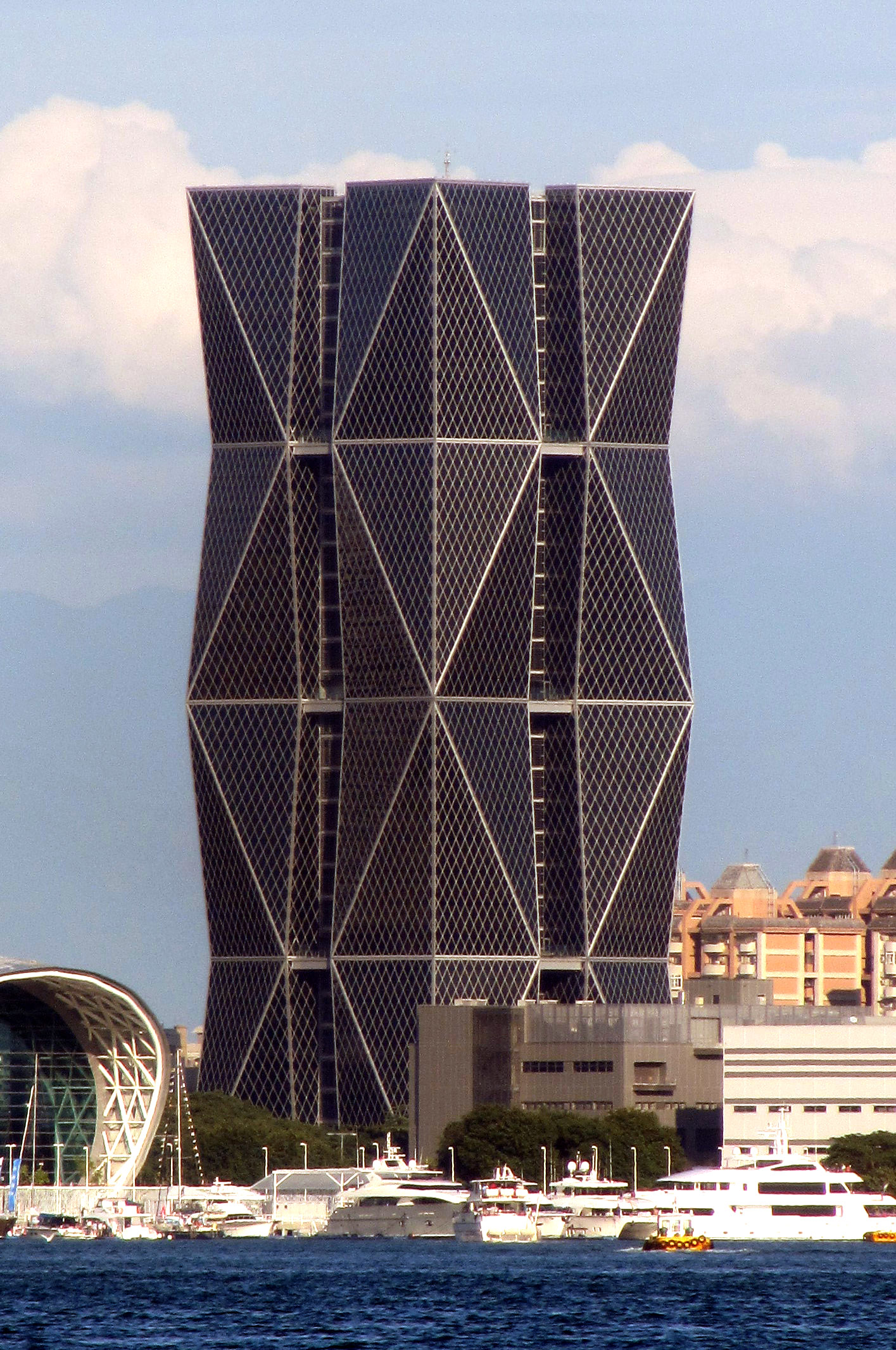
Der Hauptsitz des Unternehmens China Steel

### Das Maritime Kultur- und Pop-Musik-Zentrum
Das Gelände des Zentrums erstreckt sich von Pier 11 bis Pier 15 des Hafens. Es besteht aus einem äußeren Konzertsaal für 12.000 Zuschauer, einen inneren Konzertsaal für 6000 Zuschauer und sechs kleineren Konzertsälen für 150 bis 400 Zuschauer. Es enthält außerdem ein Messezentrum für Meereskultur, einen Wasserpark, einen Radweg und einen Kultur- und Kreativ-Markt. Die voraussichtliche Fertigstellung ist für 2017 geplant.

### Die Zentrale der Stadtbibliothek
Der Bereich mit einer Fläche von 20.000 Quadratmetern beherbergt die größte öffentliche Bibliothek Taiwans. Es ist ein ökologisches Bauwerk mit acht Stockwerken und einem Untergeschoss. Der Buchbestand beträgt über 1 Million Bände. Die Bibliothek umfasst eine Abteilung für internationale Bilderbücher und ein Kindertheater, die landesweit erste Einrichtung ihrer Art. Die geschätzte Eröffnung des Komplexes ist Ende 2014.

### Circular Light Rail Line

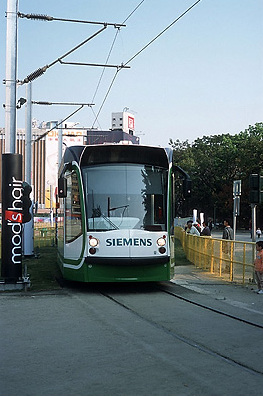
Die Circular Light Rail

Die Circular Light Rail Line ist die erste Straßenbahn Taiwans. Sie umfasst 36 Stationen, ihre Route verläuft entlang der Sehenswürdigkeiten Kaohsiungs.